# Jānis Gilis
Jānis Gilis (27 aprile 1943 – 13 settembre 2000) è stato un calciatore e allenatore di calcio sovietico e dal 1991 lettone, di ruolo attaccante.

## Carriera

### Giocatore
Ha giocato prima nell'ASK Riga (che militava nei campionati regionali della RSS Lettone) e poi nel Daugava Riga, principale squadra lettone che militava nei campionati nazionali sovietici.
Passò infine allo Zveynieks Liepaya, anch'essa militante nei campionati nazionali sovietici.

### Allenatore
È stato il primo allenatore della Lettonia post indipendenza sovietica, ruolo che ha ricoperto fino al 1997, per un totale di 61 presenze in panchina: in cinque di esse diresse anche suo figlio Gints.

## Palmarès

### Allenatore

#### Competizioni nazionali
- Coppa di Lettonia: 1

Riga: 1999